# Gösta Winbergh
Gösta Anders Winbergh, född 30 december 1943 i Matteus församling i Stockholm, död 18 mars 2002 i Wien i Österrike, var en svensk operasångare (tenor), även verksam som regissör. Winbergh studerade sång för operasångaren (basbarytonen) och operachefen Joel Berglund, Martin Öhman och Erik Saedén. Han gjorde sig på senare år känd som wagnersångare. Hans tolkningar av Lohengrin (bland annat i Berlin) och Parsifal på Kungliga Operan blev mycket uppmärksammade. 

## Karriär
Gösta Winbergh nämns ofta som en av Sveriges och världens bästa tenorer, tillsammans med Jussi Björling och Nicolai Gedda. Winbergh kom från en musikalisk familj. Hans mor Ingrid Winbergh, född Svedin, har absolut gehör och har spelat piano hela sitt liv. Hans farfars morbror Arvid Ödmann var stor operatenor i slutet av 1800-talet.
Under 1960-talet sjöng Winbergh i ett rockband. Han arbetade som byggnadsingenjör när han gjorde sin första operainsatser år 1967. Efter denna erfarenhet beslöt han sig för att försöka bli operasångare. Han ansökte om inträde i operaklassen på Kungliga Musikhögskolan, och kom in på första försöket. Där studerade han mellan 1969 och 1971. Han var sedan anställd vid Kungliga Operan i Stockholm under åren 1973–1981. Så småningom fick han internationell uppmärksamhet. På 1980-talet gästade han scener utomlands, bland annat i Köpenhamn, Aix-en-Provence, San Francisco och Glyndebourne. Senare hade han flera roller på operan i Zürich och på Metropolitan i New York. Hans prestationer i Mozarts Don Giovanni, Wagners Lohengrin, Verdis Rigoletto och Puccinis Turandot mottogs särskilt väl.
Gösta Winbergh debuterade 1971 i rollen som Rodolfo (Puccini: La bohème på Stora Teatern i Göteborg . Under de första två tredjedelarna av sin 30-åriga karriär var Gösta Winbergh framför allt känd som en uttolkare av Mozarts operor. Hans Don Ottavio i Don Giovanni beundrades på Metropolitan, vid Festspelen i Salzburg, i Houston och Chicago, Berlin och Barcelona. Han sjöng Ferrando i Così fan tutte på Drottningholms slottsteater och Tamino i Trollflöjten vid sin debut på La Scala i Milano. Andra mozartroller i repertoaren var titelrollerna i Idomeneo, Mitridate och Titus. 
Han sjöng också lyriska roller som Almaviva i Barberaren i Sevilla, Hertigen i Rigoletto, Alfredo i La traviata, Nemorino i Kärleksdrycken och Lenski i Eugen Onegin. 1991 sjöng han i Zürich sin första Lohengrin. Därefter öppnade sig ett helt nytt röstfack framför honom, med ytterligare wagnerroller, kejsaren i Die Frau ohne Schatten, Don José i Carmen och Florestan i Fidelio.
1982 gjorde Winbergh sin Chicago-debut som Ferrando. Covent Garden-debuten gjorde han som titelrollen i La Clemenza di Tito. Året därpå sjöng han titelrollen i Mitridate, re di Ponto på Schwetzingen-festivalen. Det året gjorde han även sin Metropolitan-debut som Don Ottavio. På MET sjöng han även titelrollen i Massenets Werther. 1984 sjöng han Tamino i Salzburg och Ferrando på Drottningholm, liksom Admetos i Glucks Alceste i Genève. Han gjorde sin debut på La Scala 1985, som Tamino, och återvände 1990 för titelrollen i Idomeneo, som upprepades i Madrid året därpå. La Scala-publken uppskattde också mycket hans Hertig i Verdis Rigoletto.
1991 gjorde han Jenik i Brudköpet i Bonn och återvände till La Scala som Pylades i Glucks Iphigenie en Tauride. Men den viktigaste händelsen för Winbergh det året var hans första Lohengrin, i Zürich. Klokt nog undvek han att adaptera en speciell ”wagnerstil”, utan sjöng rollen som om den vore av Mozart. Resultatet blev otroligt vackert. Han upprepade Lohengrin i Houston och Barcelona 1992. I maj 1993 sjöng han en ny wagnerroll i Berlin, nämligen Walther i Mästersångarna i Nürnberg, som han även gjorde på Covent Garden i oktober. 
Efter att ha gjort kejsaren i Die Frau ohne Schatten i Zürich 1994, Parsifal i Stockholm och Erik i Den flygande holländaren i Venedig 1995, tog Winbergh sin Lohengrin till Rom och till Paris Bastilj-opera (en konsert eftersom scenarbetarna strejkade) 1996. Han kom sedan tillbaka till Covent Garden 1997 med både Lohengrin och Walther. Han hade helt tagit till sig båda rollerna vid det här laget, och med en fantastisk diktion kombinerad med sin vackra ton och fina frasering, var föreställningarna mycket njutbara. 1997 sjöng han också Erik i San Francisco. 
Huon i Webers Oberon var en ny roll i Zürich 1998, då han också sjöng Parsifal i Berlin. År 1999 medverkade han som Lohengrin i Sankt Petersburg som gäst hos Kirov-operan. Det året sjöng han även Walther i Chicago och återvände till Stockholm för Don José i Carmen. Hans näst sista roll blev Tristan i Tristan och Isolde som han gjorde i Wien 2000. Hans sista nya roll var Florestan i Fidelio, som han sjöng på Wiener Staatsoper kvällen innan han dog i en hjärtinfarkt. Winbergh hade uppsökt sjukhus för bröstsmärtor men skickades hem med förklaringen att detta berodde på matsmältningsproblem.
Långt framskridna planer fanns att Winbergh skulle sjunga Siegfried i Wagners Siegfried och Ragnarök, först i Zürich, sedan på Metropolitan Opera i New York. Sångaren tvekade och sköt projektet framåt. När Decca 1993 inledde sin nya inspelning av Nibelungens ring med Christoph von Dohnányi som dirigent meddelades i musikpressen att Winbergh var tänkt som Siegfried. Innan detta han bli verklighet stoppade Decca hela projektet med hänvisning till dålig lönsamhet och ekonomisk kris för skivmarknaden. Endast Rhenguldet och Valkyrian hann komma ut.

## Priser och utmärkelser
- 1985 – Svenska Dagbladets operapris
- 1988 – Hovsångare
- 1993 – Litteris et Artibus
- 1994 – Ledamot nr 894 av Kungliga Musikaliska Akademien
- 1994 – Jussi Björlingstipendiet
- 2002 – Kammarsångare

Winbergh blev nominerad till flera amerikanska Grammy Awards under sin karriär.

## Gösta Winbergh Award
För att hedra Gösta Winberghs minne inrättades Gösta Winbergh Award i Sverige. Priset delades ut år 2006 och 2007.

## Familj
Winbergh var son till Gunnar Winbergh och Ingrid Svedin samt sonson till bankdirektören Gösta Winbergh. Han var gift första gången 1964–1967 med Margareta Nordgren, andra gången 1972–1974 med Désirée Edlund och tredje gången 1976 med Elena Winbergh (född 1953). I första giftet föddes sonen Johan Winbergh.
Winbergh är begravd i Winberghska familjegraven på Norra Begravningsplatsen i Stockholm.

## Diskografi

### CD
- Great Swedish Singers – Gösta Winbergh. Bluebell ABCD 099.
- Opera arias (Puccini, Donizetti, Verdi m.fl). Insp. 1994. Sony SK 61973.
- Gösta Winbergh sjunger Wagner. Insp. 1995. Sony SK 62726.
- Heimliche Aufforderung. Sånger av Richard Strauss. Nightingale Records NC 070760-2.
- Songs from the Heart of Sweden. Sony SK SMK 63373. Svensk mediedatabas.
- Beethoven, Fidelio. Med Kurt Moll, Inga Nielsen m.fl.  Nicolaus Esterhazy Sinfonia, dir. Michael Halász. Naxos 8.660070-71.
- Beethoven, Symfoni nr. 9. Med Wiener Philharmoniker. Dir. Claudio Abbado. DG.
- Chausson, Le Roi Arthus. Dir. Armin Jordan. Erato, sedermera Warner Classics.
- Donizetti, Don Pasquale. Med Mirella Freni, Leo Nucci. Riccardo Muti (Conductor). EMI CDS 7 47068 2.
- Donizetti, L'elisir D'amore Med Barabara Bonney och Bernd Weikl. Dir. Gabrile Ferro. DG.
- Gluck, Iphigénie en Tauride. Med Vaness, T. Allen. Teatro alla Scala, dir. Riccardo Muti. Sony S2K 52 492.
- Haydn, Skapelsen. Med Kathleen Battle och Kurt Moll. Dir. James Levine. DG.
- Liszt, En Faust-symfoni. Dir. Riccardo Muti. Insp. 1983. EMI.
- Mahler, Des Knaben Wunderhorn. Med Matthias Goerne, Sarah Fulgoni,  Barbara Bonney. Royal Concertgebouw Orchestra. Dir. Riccardo Chailly. Decca
- Mozart, Così fan tutte. Drottningholmsteaterns ensemble. Dir. Arnold Östman. Insp. 1984. Oiseau Lyre.
- Mozart, Enleveringen ur Seraljen. Med Edita Gruberova, Kathleen Battle m.fl. Dir. Georg Solti. Insp. 1985. Decca  417 402-2.
- Mozart, La Clemenza di Tito. Från Salzburg-festivalen 1988. Med Christine Barbaux, Carol Vaness. Dir. Riccardo Muti. EMI Classics 7243 5 55489 2 4.
- Mozart, Die Zauberflöte. Med Håkan Hagegård, Sumi Jo. Dir. Armin Jordan. Erato 2292-45469-2. Svensk mediedatabas.
- Mozart, Don Giovanni. Med Samuel Ramey, Anna Tomowa-Sintow, Agnes Baltsa, Berliner Philharmoniker. Dir. Herbert von Karajan. DG.
- Salieri, Axur, re d'Ormus. Med Ruggero Raimondi, Anna Tomowa-Sintow, Helga Müller-Molinari, Berliner Philharmoniker. Dir. Herbert von Karajan. DG.
- Thomas, Hamlet. Med Joan Sutherland, Sherrill Milnes, James Morris. Dir. Richard Bonynge. Decca 433 857-2. Svensk mediedatabas.
- Richard Strauss, Ariadne på Naxos. Med Alfred Kuhn, Steven Cole, Markus Schäfer, Thomas Mohr, Sumi Jo, Margaret Price, Theo Richter, Orchestre De L'Opéra National De Lyon. Virgin Classics 7243 5 45111 2 7.
- Wagner, Mästersångarna i Nürnberg Med Nancy Gustafson, John Tomlinson, Thomas Allen. Dir. Bernhard Haitink. Covent Garden 1997. Royal Opera House Heritage Series ROHS008.

### Video, DVD
- Mozart: Kröningsmässa. Med Kathleen Battle. Dir. Herbert von Karajan. Insp. 1985. Sony.
- Mozart: Don Giovanni. Med Håkan Hagegård, Helena Döse m.fl. Drottningholmsteaterns ensemble. Dir. Arnold Östman. Insp. 1987.
- Mozart: Don Giovanni. Från Salzburg-festivalen 1987. Med Ramey, Tomowa-Sintow, Furlanetto, Varady. Dir. Herbert von Karajan. Sony. Även som CD.
- Mozart: Mitridate. Med Yvonne Kenny, Anne Murray, Anne Gjevang. Dir. Nikolaus Harnoncourt. Decca.
- Wagner: Mästersångarna i Nürnberg. Gösta Winbergh sjöng här rollen som Walther. Med Wolfgang Brendel, Eva Johansson, Victor van Halem. Rafael Frühbeck de Burgos. Insp. 1995. Arthaus.

## Radio och TV
- Wagner: Mästersångarna i Nürnberg. Gösta Winbergh sjöng här rollen som David. Med Leif Roar, Helena Döse, Erik Sædén. Dir. B Klobucar. TV-utsändning 1977.
- Wagner: Tristan i Tristan och Isolde. Med Waltraud Meier, Matti Salminen. Dir. S Bychkov. Radioutsändning från Wiener Staatsoper 14 oktober 2000. Tidigare framträtt i rollen i Zürich.

## Ljud och video
- Youtube: Spellista Gösta Winbergh
- Gösta Winbergh är Gösta Ekmans sångröst i Tage Danielssons film "Picassos äventyr" från 1978.

## Regi
- 1980 – Ramsåg